# کشتار مراتع کوهستان
کشتار مراتع کوهستان (انگلیسی: Mountain Meadows Massacre؛ ۷ تا ۱۱ سپتامبر ۱۸۵۷) مجموعه‌ای از حملات در طول جنگ یوتا بود که منجر به قتل‌عام حداقل ۱۲۰ نفر از اعضای مهاجر کاروان درشکه بیکر-فانچر شد. این کشتار در مراتع کوهستانی قلمروی یوتا توسط مهاجران مورمون متعلق به شبه‌نظامیان یوتا (که رسماً لژیون نائوو نامیده می‌شدند) با همکاری برخی قبایل سرخ‌پوست انجام شد.
این کاروان درشکه که بیشتر از خانواده‌های آرکانزاسی تشکیل شده بود، به سمت کالیفرنیا حرکت می‌کرد. آن‌ها پس از رسیدن به سالت لیک سیتی، به سمت جنوب حرکت کردند و در نهایت برای استراحت در مراتع کوهستانی توقف کردند. هنگامی که گروه در حال سفر به غرب بود، شایعاتی در مورد رفتار مورمون‌ها به گوش می‌رسید و هیجان جنگی نسبت به افراد خارجی در نتیجه اعزام نظامی رئیس‌جمهور بیوکنن به یوتا و اعلام حکومت نظامی توسط فرماندار بریگم یانگ در پاسخ به آن، بیداد می‌کرد.  در حالی که مهاجران در چمنزار اردو زده بودند، رهبران شبه‌نظامی محلی، از جمله ایزاک سی. هایت و جان دی. لی، برنامه‌هایی را برای حمله به کاروان طراحی کردند. رهبران شبه‌نظامی، که می‌خواستند تصوری از خصومت‌های قبیله‌ای ایجاد کنند، پایوت‌های جنوبی را متقاعد کردند که با گروه بزرگ‌تری از شبه‌نظامیان که در لباس‌های بومی‌های آمریکایی ظاهر شده بودند، به گروه حمله کند. در اولین حمله شبه‌نظامیان به کاروان، مهاجران به مقابله پرداختند و یک محاصره پنج روزه رخ داد. در نهایت، ترس در میان رهبران شبه‌نظامی گسترش یافت که برخی از مهاجران چشمان مردان سفیدپوست را دیده‌اند و احتمالاً هویت واقعی بیشتر مهاجمان را تشخیص داده‌اند. در نتیجه، فرمانده شبه‌نظامی ویلیام اچ دیم به نیروهای خود دستور داد که مهاجران را بکشند. در این زمان، آب و آذوقه مهاجران رو به اتمام بود و به چند تن از اعضای شبه‌نظامیان - که با پرچم سفید نزدیک می‌شدند - اجازه ورود به اردوگاه داده شد. اعضای شبه‌نظامی به مهاجران اطمینان دادند که جان آن‌ها در امان است و مهاجران پس از تحویل اسلحه با همراهی شبه‌نظامیان از موقعیت خود خارج شدند. پس از طی مسافتی از اردوگاه، نظامیان با کمک نیروهای کمکی که در آن نزدیکی پنهان شده بودند، به مهاجران حمله کردند. عاملان همه بزرگسالان و کودکان بزرگتر گروه را کشتند و در نهایت تنها هفده کودک کمتر از هفت سال را زنده گذاشتند.
پس از قتل‌عام، عاملان برخی از بقایای اجساد را دفن کردند اما در نهایت بیشتر اجساد را در معرض حملات حیوانات وحشی و آب‌وهوا قرار دادند. خانواده‌های محلی کودکان بازمانده را تحویل گرفتند و بسیاری از دارایی‌های قربانیان و احشام باقی‌مانده به حراج گذاشته شد. تحقیقات جنایی که با جنگ داخلی آمریکا قطع شد، منجر به ۹ کیفرخواست در سال ۱۸۷۴ شد. از میان مردانی که متهم شدند، تنها جان دی. لی در دادگاه محاکمه شد. پس از دو محاکمه در قلمرو یوتا، لی توسط هیئت منصفه مجرم شناخته و به اعدام محکوم شد و سرانجام توسط جوخه تیراندازی یوتا در ۲۳ مارس ۱۸۷۷ اعدام شد.